# Docalidia moestus
Docalidia moestus är en insektsart som beskrevs av Spångberg 1878. Docalidia moestus ingår i släktet Docalidia och familjen dvärgstritar. Inga underarter finns listade i Catalogue of Life.